# Zack Shada
Zachary David "Zack" Shada (nacido el 25 de noviembre de 1992 en Boise, Idaho) es un actor, productor y director estadounidense. Es conocido por doblar a Pen (Finn) en Adventure Time en el episodio piloto.
Sus hermanos son actores, los cuales son Josh Shada y Jeremy Shada (quien reemplazó a Zack como la voz de Finn en la serie de Cartoon Network, Adventure Time). También dirige una banda con su hermano Josh Shada, llamado Jacz. Zack también dijo que le gustaría solicitar la voz de Marshall Lee para el próximo episodio de cambio de género, pero fue ganado por Donald Glover, el actual doblador de Marshall Lee.

## Filmografía
| Film       | Film                                                | Film                                                     | Film                |
| Year       | Film                                                | Role                                                     | Notes               |
| ---------- | --------------------------------------------------- | -------------------------------------------------------- | ------------------- |
| 2003       | Los ángeles de Charlie: Al límite                   | Thin Boy                                                 |                     |
| 2005       | Jane Doe: Vanishing Act                             | Nick Davis                                               | TV Movie            |
| 2005       | Jane Doe: Now You See It, Now You Don't             | Nick Davis                                               | TV Movie            |
| 2005       | Jane Doe: Til Death Do Us Part                      | Nick Davis                                               | TV Movie            |
| 2005       | Jane Doe: The Wrong Face                            | Nick Davis                                               | TV Movie            |
| 2006       | Jane Doe: Yes, I Remember It Well                   | Nick Davis                                               | TV Movie            |
| 2006       | Jane Doe: The Harder They Fall                      | Nick Davis                                               | TV Movie            |
| 2006       | Ice Age: The Meltdown                               | Additional Voices                                        |                     |
| 2006       | The Break-Up                                        | Mad Dawg Killa                                           | Voice               |
| 2006       | The Ant Bully                                       | Blonde Boy                                               | Voice               |
| 2007       | Star and Stella Save the World                      | Brandon                                                  | TV Movie            |
| 2007       | Disney Princess Enchanted Tales: Follow Your Dreams | Hakeem                                                   | Voice               |
| 2007       | Jane Doe: Ties That Bind                            | Nick Davis                                               | TV Movie            |
| 2007       | Jane Doe: How to Fire Your Boss                     | Nick Davis                                               |                     |
| 2008       | Jane Doe: Eye of the Beholder                       | Nick Davis                                               | TV Movie            |
| 2008       | Space Chimps                                        | Comet                                                    | Voice               |
| 2010       | Space Chimps 2: Zartog Strikes Back                 | Comet                                                    | Voice               |
| Television |                                                     |                                                          |                     |
| Year       | Title                                               | Role                                                     | Episodes            |
| 2002       | According to Jim                                    | Young Pierson                                            | Father Disfigure    |
| 2003       | MADtv                                               | Crippled Boy                                             | Episode #9.10       |
| 2004       | The John Henson Project                             | Coach Bobby Knight                                       | Maid in France      |
| 2005       | Justice League Unlimited                            | Young Scott Free (voz)                                   | The Ties That Bind  |
| 2006       | Lost                                                | Young Liam                                               | Fire + Water        |
| 2007       | Lost                                                | Young Liam                                               | Greatest Hits       |
| 2007       | The Batman                                          | Boy (voz)                                                | Ring Toss           |
| 2008       | Wizards of Waverly Place                            | Joey                                                     | Smarty Pants        |
| 2008       | Wizards of Waverly Place                            | Joey                                                     | Graphic Novel       |
| 2008       | Wizards of Waverly Place                            | Joey                                                     | Racing              |
| 2008       | Random! Cartoons                                    | Pen the Human (conocido como Finn en la serie posterior) | Adventure Time      |
| 2009       | Grey's Anatomy                                      | Andy Michaelson                                          | Good Mourning       |
| 2009       | Grey's Anatomy                                      | Andy Michaelson                                          | Goodbye             |
| 2010       | Batman: The Brave and the Bold                      | Aqualad (voz)                                            | Sidekicks Assemble! |
| 2011       | Big Time Rush                                       | Aaron                                                    | Big Time Problems   |